# Ostricourt
Ostricourt település Franciaországban, Nord megyében. Lakosainak száma 6014 fő (2022. január 1.). Ostricourt Wahagnies, Leforest, Thumeries, Oignies, Dourges és Évin-Malmaison községekkel határos.

## Népesség
A település népességének változása:
| Lakosok száma | 5443 | 5387 | 5403 | 5372 | 5367 | 5454 | 5644 | 5829 | 6014 |
|               | 2013 | 2015 | 2016 | 2017 | 2018 | 2019 | 2020 | 2021 | 2022 |